# Madagaskarparadismonark
Madagaskarparadismonark (Terpsiphone mutata) är en fågel i familjen monarker inom ordningen tättingar.

## Utbredning och systematik
Madagaskarparadismonark delas in i sex underarter:
- mutata-gruppen
  - Terpsiphone mutata mutata – förekommer i skogar på östra Madagaskar
  - Terpsiphone mutata singetra – förekommer i skogar på västra Madagaskar
  - Terpsiphone mutata pretiosa – förekommer på Mayotte (Indiska oceanen)
- vulpina-gruppen
  - Terpsiphone mutata vulpina – förekommer på Anjouan (Komorerna)
  - Terpsiphone mutata voeltzkowiana – förekommer på Moheli (Komorerna)
- Terpsiphone mutata comoroensis – förekommer på Grande Comore (Komorerna)

Underarten singetra inkluderas ofta i mutata.

## Status och hot
Arten har ett stort utbredningsområde, men tros minska i antal, dock inte tillräckligt kraftigt för att den ska betraktas som hotad. Internationella naturvårdsunionen IUCN listar arten som livskraftig (LC).

## Bilder

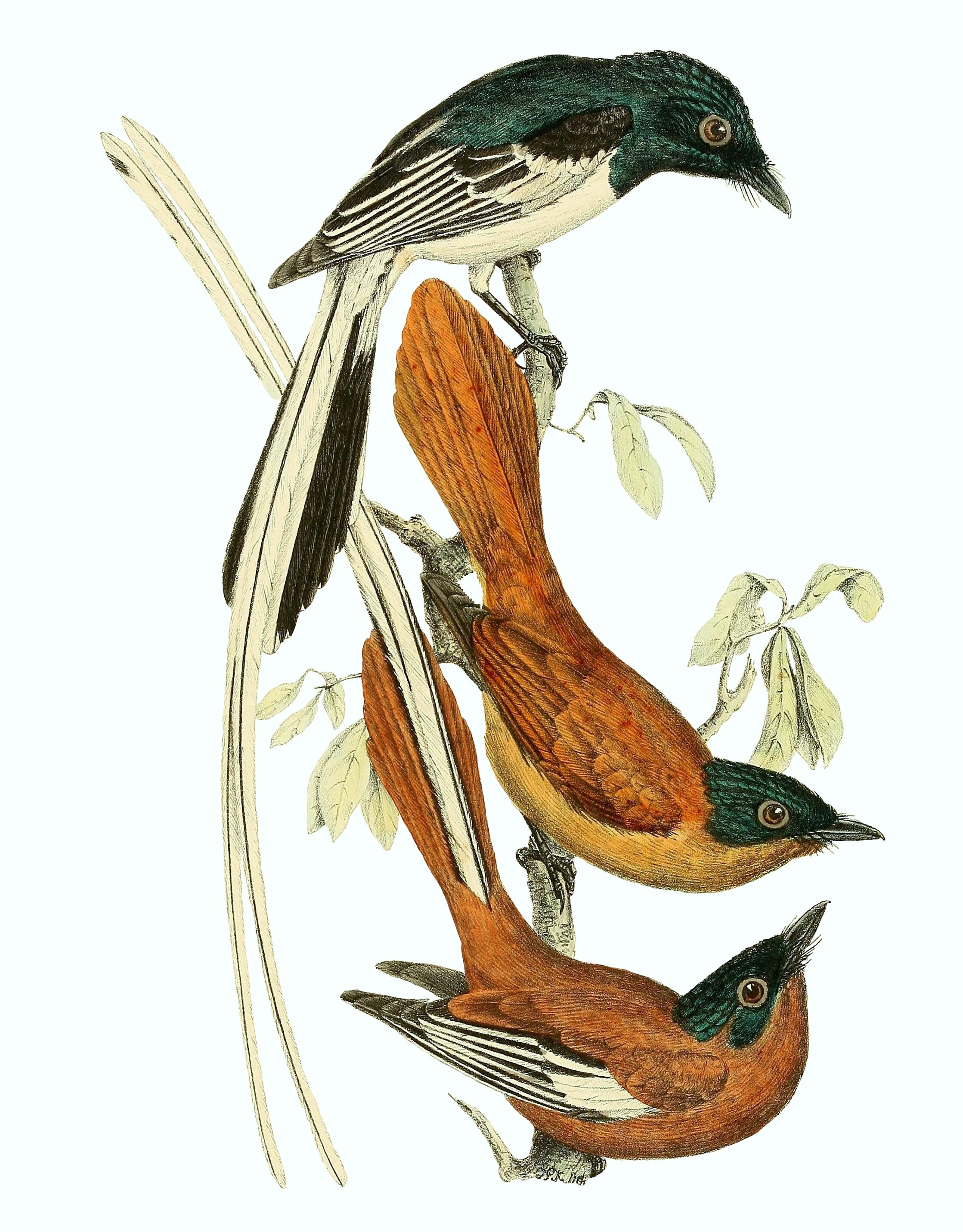
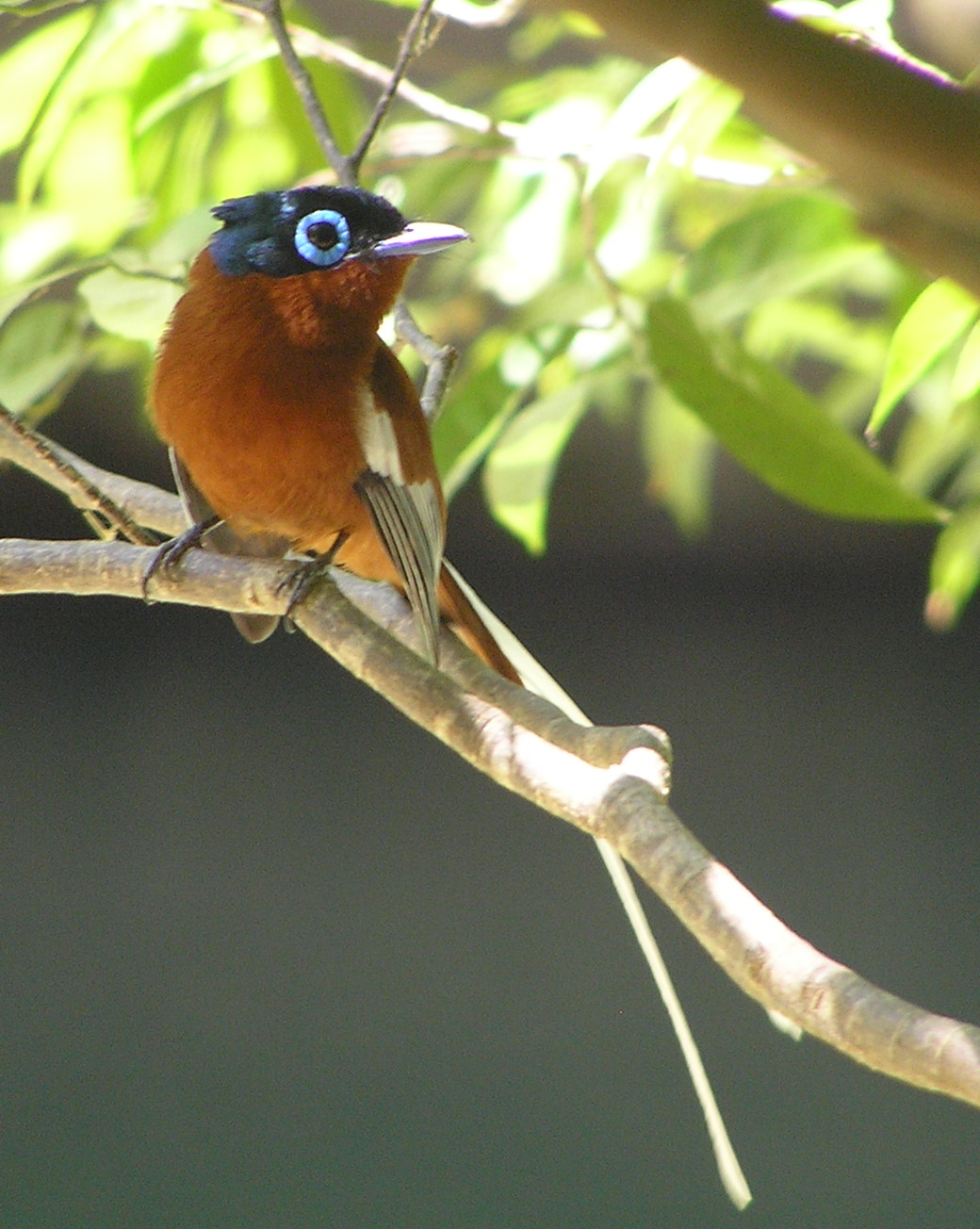
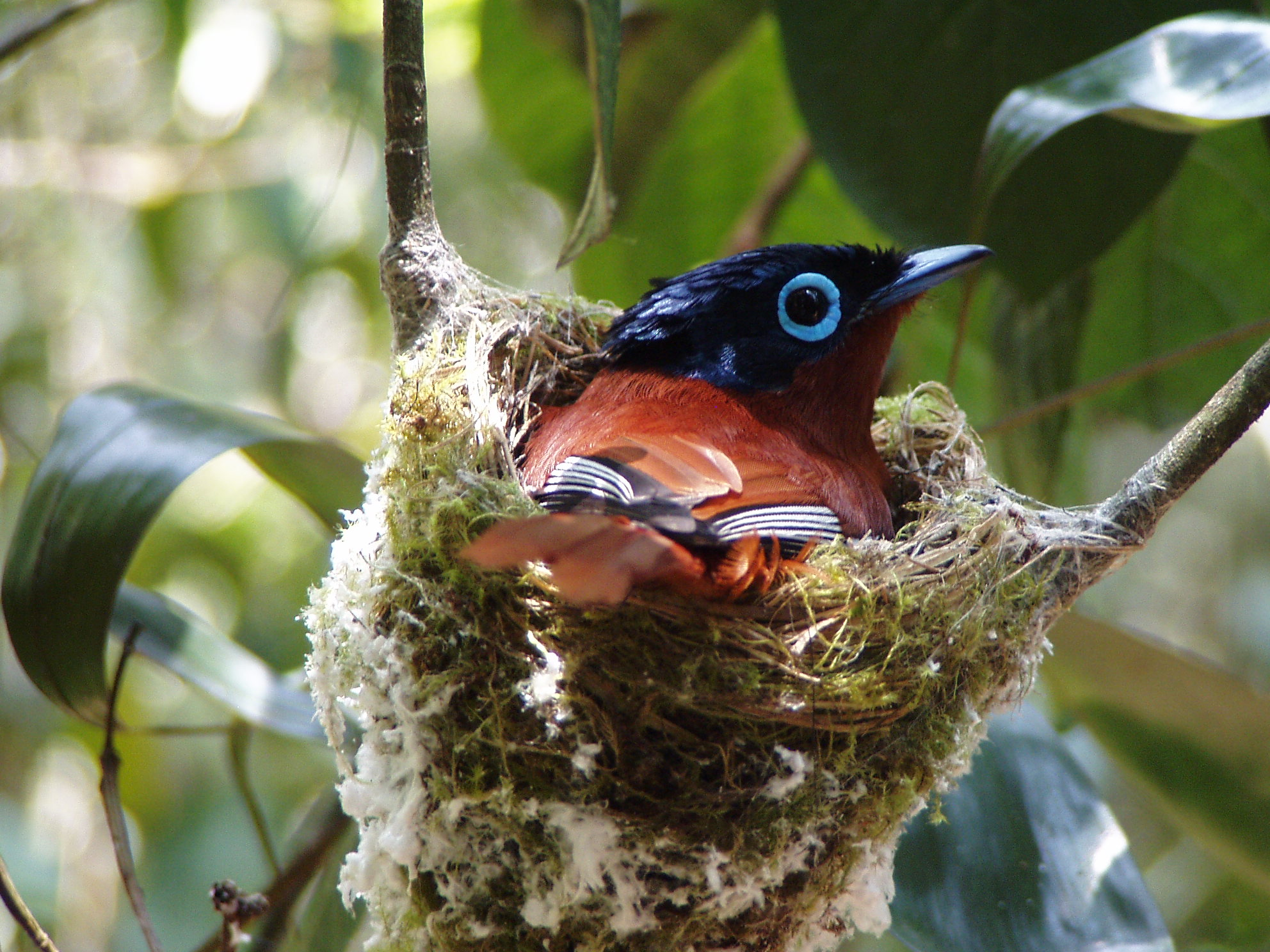